# Tonga mucronata
Tonga mucronata är en insektsart som först beskrevs av Stsl 1870.  Tonga mucronata ingår i släktet Tonga och familjen sköldstritar. Inga underarter finns listade i Catalogue of Life.